# Luna Park (Sydney)
Koordinaten: 33° 50′ 54″ S, 151° 12′ 36″ O
Der Luna Park ist ein Vergnügungspark in Sydney, Australien am Ostufer der Lavender Bay und nördlich des Sydney Harbour.

## Geschichte
Der Park wurde am 4. Oktober 1935 eröffnet. Die damaligen Betreiber waren Herman Phillips, David Atkins und Ted Hopkins. Das neun Meter hohe Lachgesicht über dem Parkeingang wurde seit der Eröffnung achtmal erneuert. 1979 starben sieben Personen, als ein Feuer in der Geisterbahn ausbrach und das Fahrgeschäft zerstörte. Danach war der Park mehrere Jahre geschlossen. Nach 1995 wurde er erneut wegen des Lärmpegels der hölzernen Achterbahn geschlossen, während der 2000er Olympischen Spiele jedoch geöffnet bis zum Januar 2001. Danach wurde er neu konzipiert und renoviert und 2004 wiedereröffnet.
2006 veröffentlichte das britische Electropop-Duo Pet Shop Boys ein Lied über den Luna Park auf ihrem Album  Fundamental.

## Attraktionen
Als Attraktion gilt die Achterbahn „Wild Mouse“. Daneben gibt es zahlreiche Karussells und ein Riesenrad mit Ausblick auf Sydney. Der Tango Train (ähnlich Petersburger Schlittenfahrt) und das 35 Meter hohe Skylab Ferries Wheel sind ebenso wie das seit 1935 bestehende Coney Island Funhouse mit Riesenrutschen und rotierender Bodenplattform oder die Flying Saucer (Fliegende Untertasse), die seit 1988 existiert, gern besuchte Fahrgeschäfte.

### Achterbahnen
| Name          | Typ                                 | Hersteller         | Eröffnungsjahr |
| ------------- | ----------------------------------- | ------------------ | -------------- |
| Big Dipper    | Single-Rail Coaster                 | Intamin            | 2021           |
| Boomerang     | Shuttle Coaster, Familienachterbahn | Gerstlauer         | 2021           |
| Little Nipper | Kinderachterbahn                    | Preston & Barbieri | 2021           |
| Wild Mouse    | Wilde Maus, Holzachterbahn          | Hopkins & Pearce   | 1995           |

#### Ehemalige Achterbahnen
| Name                          | Typ                               | Hersteller       | Eröffnung | Schließung |
| ----------------------------- | --------------------------------- | ---------------- | --------- | ---------- |
| Big Dipper                    | Stahlachterbahn mit Inversionen   | Arrow Dynamics   | 1995      | 2001       |
| Big Dipper                    | Holzachterbahn                    | unbekannt        | 1935      | 1979       |
| Geronimo                      | Stahlachterbahn ohne Inversionen  | Schwarzkopf      | 1982      | 1988       |
| Jurassic Family Rollercoaster | Familienachterbahn                | unbekannt        | 2011      | 2012       |
| Sooper Jet                    | Kinderachterbahn, Powered Coaster | Wisdom Rides     | unbekannt | unbekannt  |
| Wild Cat                      | Stahlachterbahn ohne Inversionen  | Schwarzkopf      | 1970      | 1979       |
| Wild Mouse                    | Wilde Maus, Holzachterbahn        | Hopkins & Pearce | 1959      | 1970       |